# Congettura di geometrizzazione di Thurston
La congettura di geometrizzazione di Thurston è una congettura matematica formulata intorno al 1982 dal matematico statunitense William Thurston. Si tratta di una versione tridimensionale del teorema di uniformizzazione di Riemann dimostrato alla fine del XIX secolo per le superfici.
La congettura di geometrizzazione (che implica la più famosa congettura di Poincaré) è stata risolta dal matematico russo Grigori Perelman nel 2003: per questo risultato gli è stata assegnata la medaglia Fields nel 2006.

## Enunciato
La congettura di geometrizzazione asserisce che ogni 3-varietà si decompone in pezzi geometrici, dopo aver tagliato lungo sfere e tori. Il taglio lungo sfere è dato dalla decomposizione di ogni 3-varietà in 3-varietà prime (garantita dal Teorema di Kneser-Milnor). Quello lungo tori dalla decomposizione JSJ, scoperta negli anni settanta. L'enunciato della congettura è quindi il seguente.
In una 3-varietà irriducibile, ciascuno dei pezzi della decomposizione JSJ ammette una metrica riemanniana localmente omogenea completa con volume finito.

## Le geometrie
Il tipo di decomposizione consiste in un taglio lungo sfere e tori. I pezzi geometrici sono varietà localmente omogenee: ci sono 8 tipi di geometrie tridimensionali omogenee; tra queste, vi sono le 3 geometrie a curvatura sezionale costante (ellittica, euclidea e iperbolica). Sei di queste otto geometrie sono realizzate topologicamente da varietà di Seifert.

## Storia
Thurston annunciò la congettura nel 1982 e nel frattempo la dimostrò per qualsiasi 3-varietà che contenga una superficie incompressibile. In particolare, appartengono a questa classe tutte le varietà che hanno una decomposizione JSJ non banale: la congettura restò quindi aperta solo per quelle varietà irriducibili che non vengono ulteriormente decomposte dalla JSJ. Più in particolare, la congettura consta di tre parti indipendenti, ciascuna delle quali impegnerà molti matematici nel ventennio seguente:
1. La congettura di Poincaré: una 3-varietà semplicemente connessa è omeomorfa alla sfera {\displaystyle S^{3}}.
2. Congettura space-form: una 3-varietà con gruppo fondamentale finito è ellittica, cioè un quoziente di {\displaystyle S^{3}} per un sottogruppo finito del gruppo ortogonale speciale {\displaystyle SO(4)}.
3. Congettura di iperbolizzazione: una 3-varietà irriducibile chiusa con gruppo fondamentale infinito e non contenente sottogruppi isomorfi a {\displaystyle \mathbb {Z} \times \mathbb {Z} } ammette una metrica iperbolica.

Nel 2003 Perelman mise in rete su arXiv una dimostrazione della congettura di geometrizzazione che risolse in un colpo solo tutte e tre le sotto-congetture. La soluzione viene studiata intensamente da vari matematici, e dopo qualche anno si formò un certo consenso intorno alla sua validità, testimoniata da varie pubblicazioni sull'argomento.

### Sulla congettura
- Scott, Peter The geometries of 3-manifolds. (errata) Bull. London Math. Soc. 15 (1983), no. 5, 401-487.
- Thurston, William P. Three-dimensional manifolds, Kleinian groups and hyperbolic geometry. Bull. Amer. Math. Soc. (N.S.) 6 (1982), no. 3, 357-381. Qui compare originariamente la congettura.
- William Thurston. Three-dimensional geometry and topology. Vol. 1. Edited by Silvio Levy. Princeton Mathematical Series, 35. Princeton University Press, Princeton, NJ, 1997. x+311 pp. ISBN 0-691-08304-5
- William Thurston. The Geometry and Topology of Three-Manifolds, 1980
- F. Bonahon Geometric structures on 3-manifolds Handbook of Geometric Topology (2002) Elsevier.
- Allen Hatcher: Notes on Basic 3-Manifold Topology 2000

### Articoli di Perelman
- G. Perelman, The entropy formula for the Ricci flow and its geometric applications, 2002
- G. Perelman, Ricci flow with surgery on three-manifolds, 2003
- G. Perelman, Finite extinction time for the solutions to the Ricci flow on certain three-manifolds, 2003

### Sulla dimostrazione di Perelman
- Bruce Kleiner and John Lott, Notes on Perelman's Papers, 2006.
- Huai-Dong Cao, Zhu, Xi-Ping, A Complete Proof of the Poincaré and Geometrization Conjectures: Application of the Hamilton-Perelman theory of the Ricci flow (PDF), in Asian Journal of Mathematics, vol. 10, n. 2, giugno 2006,  pp. 165-498. URL consultato il 31 luglio 2006 (archiviato dall'url originale il 13 agosto 2006). Revised version (December 2006): Hamilton-Perelman's Proof of the Poincaré Conjecture and the Geometrization Conjecture
- John Morgan, Recent progress on the Poincaré conjecture and the classification of 3-manifolds. Bulletin Amer. Math. Soc. 42 (2005) no. 1, 57-78.